# Campeonato Brasileiro de Ginástica Artística de 2022
O Campeonato Brasileiro de Ginástica Artística de 2022 foi realizado de 9 a 14 de agosto de 2022, nas categorias adulto e infantil, em Lauro de Freitas, na Bahia. O evento adulto e infantil, teve um formato diferente das edições anteriores, onde no lugar das eliminatórias e finais, cada atleta fez duas apresentações em dois dias, com o resultado final sendo a somatória das duas notas.

## Calendário
- Terça-feira, 9 de agosto
  - 08:00 - 19:30 Treinamento
- Quarta-feira, 10 de agosto
  - 08:00 - 21:40 Treino de pódio
- Quinta-feira, 11 de agosto
  - 07:50 - 11:50 Competição 1ª subdivisão GAM adulto
  - 08:00 - 11:25 Competição 1ª subdivisão GAF adulto
  - 13:00 - 16:40 Treinamento infantil
  - 17:00 - 21:50 Competição 2ª subdivisão GAM adulto
  - 17:10 - 20:35 Competição 2ª subdivisão GAF adulto
- Sexta-feira, 12 de agosto
  - 09:00 - 21:20 Treinamento adulto
  - 13:00 - 18:40 Competição Séries Obrigatórias infantil
- Sábado, 13 de agosto
  - 07:50 - 11:50 Competição 1ª subdivisão GAM adulto
  - 08:00 - 11:25 Competição 1ª subdivisão GAF adulto
  - 13:00 - 16:10 Treinamento infantil
  - 17:00 - 21:50 Competição 2ª subdivisão GAM adulto
  - 17:10 - 20:35 Competição 2ª subdivisão GAF adulto
- Domingo, 14 de agosto
  - 08:00 - 12:50 Competição Séries Livres infantil
  - 13:00 - 14:00 Cerimônia de premiação

## Medalhistas

### Adulto
| Evento              | Ouro | Prata | Bronze |
| ------------------- | --- | --- | --- |
| Masculino           | | | |
| Equipes             | Minas Tênis Clube Caio Souza Lucas Bitencourt Gustavo Pereira Gabriel Barbosa Rankiel Neves Bernardo Actos                      | Esporte Clube Pinheiros Patrick Correa Francisco Barreto João Victor Perdigão Diogo Paes Leonardo Souza Arthur Nory | SERC Santa Maria Yuri Guimarães Murilo Pontedura Felipe Bono Tomas Florencio Arthur Zanetti Johnny Oshiro            |
| Individual geral    | Caio Souza Minas Tênis Clube | Diogo Soares Clube de Regatas do Flamengo                                                                           | Yuri Guimarães SERC Santa Maria                                                                                      |
| Solo                | Yuri Guimarães SERC Santa Maria                                                                                                 | Bernardo Actos Minas Tênis Clube                                                                                    | Arthur Nory Esporte Clube Pinheiros                                                                                  |
| Cavalo com alças    | Johnny Oshiro SERC Santa Maria                                                                                                  | Diogo Soares Clube de Regatas do Flamengo                                                                           | Gabriel Barbosa Minas Tênis Clube                                                                                    |
| Argolas             | Arthur Zanetti SERC Santa Maria                                                                                                 | Caio Souza Minas Tênis Clube                                                                                        | Diogo Soares Clube de Regatas do Flamengo                                                                            |
| Salto               | Yuri Guimarães SERC Santa Maria                                                                                                 | Caio Souza Minas Tênis Clube                                                                                        | Kayke Santos ADECO                                                                                                   |
| Barras paralelas    | Caio Souza Minas Tênis Clube | Arthur Nory Esporte Clube Pinheiros                                                                                 | Diogo Soares Clube de Regatas do Flamengo                                                                            |
| Barra fixa          | Caio Souza Minas Tênis Clube | Arthur Nory Esporte Clube Pinheiros                                                                                 | Diogo Soares Clube de Regatas do Flamengo                                                                            |
| Feminino            | | | |
| Equipes             | Clube de Regatas do Flamengo Rebeca Andrade Flavia Saraiva Lorrane Oliveira Luisa Maia Hellen Vitória Larissa Kelly de Oliveira | CEGIN Júlia Soares Carolyne Pedro Josiany Calixto Laura Kreusch Giovana Martins Alana Luisa Oliveira                | Esporte Clube Pinheiros Christal Bezerra Gabriela Barbosa Beatriz Lima Thais Fidelis Luiza Oliveira Sophia Fernandes |
| Individual geral    | Rebeca Andrade Clube de Regatas do Flamengo                                                                                     | Flavia Saraiva Clube de Regatas do Flamengo                                                                         | Júlia Soares CEGIN                                                                                                   |
| Salto               | Christal Bezerra Esporte Clube Pinheiros                                                                                        | Larissa Kelly de Oliveira Clube de Regatas do Flamengo                                                              | Beatriz Lima Esporte Clube Pinheiros                                                                                 |
| Barras assimétricas | Rebeca Andrade Clube de Regatas do Flamengo                                                                                     | Lorrane Oliveira Clube de Regatas do Flamengo                                                                       | Flavia Saraiva Clube de Regatas do Flamengo                                                                          |
| Trave               | Rebeca Andrade Clube de Regatas do Flamengo                                                                                     | Júlia Soares CEGIN                                                                                                  | Flavia Saraiva Clube de Regatas do Flamengo                                                                          |
| Solo                | Flavia Saraiva Clube de Regatas do Flamengo                                                                                     | Rebeca Andrade Clube de Regatas do Flamengo                                                                         | Júlia Soares CEGIN                                                                                                   |

Fonte: 

### Infantil
| Evento                             | Ouro | Prata                                                                                       | Bronze                                                                                     |
| ---------------------------------- | --- | ------------------------------------------------------------------------------------------- | ------------------------------------------------------------------------------------------ |
| Masculino                          | |                                                                                             |                                                                                            |
| Equipes                            | Minas Tênis Clube Ivan Oliveira Caio Pereira Yago Lima Matheus Fernandes Arthur Barbosa Davi Pereira                   | Clube de Regatas do Flamengo Rafael Araújo Brian Barreto Luiz G. Cardozo Davi Lima          | APAM Setor Leste Felipe Souza Pedro Leal José L. Raimundo Mateus Furtunato Johnny Motneiro |
| Individual geral - Sub14           | Tiago Capella Esporte Clube Pinheiros                                                                                  | Ivan Oliveira Minas Tênis Clube                                                             | Caio Pereira Minas Tênis Clube                                                             |
| Individual geral - Sub12           | Matheus Fernandes Minas Tênis Clube                                                                                    | Arthur Barbosa Minas Tênis Clube                                                            | Guilherme Salla Indaiatuba                                                                 |
| Solo - Sub14                       | Tiago Capella Esporte Clube Pinheiros                                                                                  | Guilherme Salla Indaiatuba                                                                  | Yago Lima Minas Tênis Clube                                                                |
| Solo - Sub12                       | Guilherme Salla Indaiatuba                                                                                             | Luiz Gabriel Cardozo Clube de Regatas do Flamengo                                           | Arthur Barbosa Minas Tênis Clube                                                           |
| Cavalo com alças - Sub14           | Matheus Pochini ADECO                                                                                                  | Yago Lima Minas Tênis Clube                                                                 | Ivan Oliveira Minas Tênis Clube                                                            |
| Cavalo com alças - Sub12           | Matheus Fernandes Minas Tênis Clube                                                                                    | Arthur Barbosa Minas Tênis Clube                                                            | Luiz Gabriel Cardozo Clube de Regatas do Flamengo                                          |
| Argolas - Sub14                    | Ivan Oliveira Minas Tênis Clube                                                                                        | Caio Pereira Minas Tênis Clube                                                              | Tiago Capella Esporte Clube Pinheiros                                                      |
| Argolas - Sub12                    | Arthur Barbosa Minas Tênis Clube                                                                                       | Davi Angelo Pereira Minas Tênis Clube                                                       | Matheus Fernandes Minas Tênis Clube                                                        |
| Salto - Sub14                      | Artur Santos ADECO | Rafael Araújo Clube de Regatas do Flamengo                                                  | Matheus Pochini ADECO                                                                      |
| Salto - Sub12                      | Matheus Fernandes Minas Tênis Clube                                                                                    | Guilherme Salla Indaiatuba                                                                  | Luiz Gabriel Cardozo Clube de Regatas do Flamengo                                          |
| Barras paralelas - Sub14           | Tiago Capella Esporte Clube Pinheiros                                                                                  | Rafael Araújo Clube de Regatas do Flamengo                                                  | Matheus Fernandes Minas Tênis Clube                                                        |
| Barras paralelas - Sub12           | Matheus Fernandes Minas Tênis Clube                                                                                    | Luiz Gabriel Cardozo Clube de Regatas do Flamengo                                           | Arthur Barbosa Minas Tênis Clube                                                           |
| Barra fixa - Sub14                 | Caio Pereira Minas Tênis Clube                                                                                         | Tiago Capella Esporte Clube Pinheiros                                                       | Rafael Araújo Clube de Regatas do Flamengo                                                 |
| Barra fixa - Sub12                 | Arthur Barbosa Minas Tênis Clube                                                                                       | Guilherme Salla Indaiatuba                                                                  | Matheus Fernandes Minas Tênis Clube                                                        |
| Feminino                           | |                                                                                             |                                                                                            |
| Equipes                            | Clube de Regatas do Flamengo Isabel Ramos Sophia Cruz Julie Silva Ana Paula Delgado Gabriella Loyo Ana Beatriz Azevedo | CEGIN Kauany Brito Sophia Santos Manuella Chiorboli Stephany Lima Yasmin Mota Melissa Dulci | ADC São Bernardo Adrielly Souza Hadassa Martins Heloysa Silva Giovana Reis                 |
| Individual geral - Sub12           | Isabel Ramos Clube de Regatas do Flamengo                                                                              | Kauany Brito CEGIN                                                                          | Nicole Campos Grêmio Náutico União                                                         |
| Individual geral - 10 e 11 anos    | Sophia Cruz Clube de Regatas do Flamengo                                                                               | Sophia Santos CEGIN                                                                         | Julie Silva Clube de Regatas do Flamengo                                                   |
| Salto - Sub12                      | Isabel Ramos Clube de Regatas do Flamengo                                                                              | Nicole Campos Grêmio Náutico União                                                          | Adrielly Souza ADC São Bernardo                                                            |
| Salto - 10 e 11 anos               | Sophia Cruz Clube de Regatas do Flamengo                                                                               | Maria Clara Cardoso MS Ginástica Artística                                                  | Sophia Santos CEGIN                                                                        |
| Barras assimétricas - Sub12        | Isabel Ramos Clube de Regatas do Flamengo                                                                              | Kauany Brito CEGIN                                                                          | Adrielly Souza ADC São Bernardo                                                            |
| Barras assimétricas - 10 e 11 anos | Sophia Santos CEGIN | Sophia Cruz Clube de Regatas do Flamengo                                                    | Erika Oliveira ADC São Bernardo                                                            |
| Trave - Sub12                      | Kauany Brito CEGIN | Francine Oliveira Grêmio Náutico União                                                      | Isabel Ramos Clube de Regatas do Flamengo                                                  |
| Trave - 10 e 11 anos               | Sophia Santos CEGIN | Sophia Cruz Clube de Regatas do Flamengo                                                    | Ana Paula Delgado Clube de Regatas do Flamengo                                             |
| Solo - Sub12                       | Isabel Ramos Clube de Regatas do Flamengo                                                                              | Francine Oliveira Grêmio Náutico União                                                      | Nicole Campos Grêmio Náutico União                                                         |
| Solo - 10 e 11 anos                | Julie Silva Clube de Regatas do Flamengo                                                                               | Ana Paula Delgado Clube de Regatas do Flamengo                                              | Sophia Cruz Clube de Regatas do Flamengo                                                   |

Fonte: 